# Manuel Uribe
Manuel Uribe (Monterrey, 11 giugno 1965 – Monterrey, 26 maggio 2014) è stato un cittadino messicano, noto per essere entrato nel Guinness dei primati nel 2006 come l'uomo più pesante del mondo.
Si trova al terzo posto nella lista delle persone più pesanti nella storia.

## Biografia
Alto 1 metro e 96 centimetri, Manuel ha cominciato a soffrire di obesità dopo che si è trasferito negli Stati Uniti a Houston a causa della sua dieta e del suo lavoro sedentario, l'aggiustatore di macchine per scrivere. È ritornato a vivere in Messico in seguito all'aggravarsi della sua obesità.
Nel 2006, con un peso di 560 kg, Uribe è entrato nel Guinness dei primati. Nello stesso anno, doveva sottoporsi a un intervento chirurgico per bypass gastrico, in Italia al Policlinico di Modena. Tuttavia ciò non fu possibile poiché le sale operatorie e le attrezzature della chirurgia bariatrica dell'ospedale modenese erano state omologate per persone con peso inferiore ai 400 kilogrammi. Durante questo periodo attraverso varie cure e terapie, ha registrato un notevole dimagrimento, tanto da decidere di non operarsi.
Nel 2007 ha stabilito come obiettivo di dimagrire fino a raggiungere 120 kg. Nel 2008 si è sposato con Claudia Solis, conosciuta in un ospedale messicano. Nel 2011 Manuel Uribe è sceso fino ad un peso di 196 kg perdendo così oltre 360 kg in circa 5 anni.

### Vita privata e morte
Ha vissuto a San Nicolás de los Garza nel Nuevo León nei pressi di Monterrey fino alla morte, avvenuta nel 2014 all'età di 48 anni per complicazioni al cuore e alla circolazione del sangue nelle gambe.